# Punkt zwrotny (film)
Punkt zwrotny (ang. The Turning Point) – amerykański dramat obyczajowy z 1977 roku w reżyserii Herberta Rossa. Największy przegrany Oscarów za rok 1977 (11 nominacji i żadnej statuetki).
Zdjęcia kręcono w Oklahomie oraz w Los Angeles.

## Opis fabuły
Deedee i Emma były kiedyś przyjaciółkami. Parę lat wcześniej walczyły o miano najlepszej primabaleriny. Deedee zrezygnowała z kariery dla rodziny. Wyszła za mąż i wychowuje dzieci. Emma poświęciła się karierze i jest niekwestionowaną gwiazdą baletu. Jedna zazdrościła drugiej życia. Ich losy znów się krzyżują – córka Deedee, Emilia postanawia zostać baletnicą i trafia pod opiekę Emmy.

## Obsada
- Shirley MacLaine – Deedee Rodgers
- Anne Bancroft – Emma Jacklin
- Michaił Barysznikow – Juri Kopeikine
- Leslie Browne – Emilia Rodgers
- Tom Skerritt – Wayne
- Martha Scott – Adelaide
- Anthony Zerbe – Rosie
- Marshall Thompson – Carter
- Alexandra Danilova – Madame Dahkarova
- Antoinette Sibley – Sevilla Haslam

i inni

## Nagrody i nominacje
Oscary za rok 1977
- najlepszy film - Herbert Ross, Arthur Laurents (nominacja)
- reżyseria - Herbert Ross (nominacja)
- scenariusz oryginalny (nominacja)
- zdjęcia (nominacja)
- scenografia i dekoracje wnętrz (nominacja)
- dźwięk (nominacja)
- montaż (nominacja)
- główna rola kobieca – Anne Bancroft i Shirley MacLaine (nominacja)
- drugoplanowa rola męska – Michaił Barysznikow (nominacja)
- drugoplanowa rola kobieca – Leslie Browne (nominacja)

Złote Globy 1977
- najlepszy dramat
- najlepsza reżyseria
- scenariusz (nominacja)
- główna rola kobieca w dramacie – Anne Bancroft (nominacja)
- drugoplanowa rola męska – Michaił Barysznikow (nominacja)
- drugoplanowa rola kobieca – Leslie Browne (nominacja)